# Plus fort que Sherlock Holmes (film, 1913)
 (mars 2025).
Si vous disposez d'ouvrages ou d'articles de référence ou si vous connaissez des sites web de qualité traitant du thème abordé ici, merci de compléter l'article en donnant les références utiles à sa vérifiabilité et en les liant à la section « Notes et références ».
Pour plus de détails, voir Fiche technique et Distribution.

Plus fort que Sherlock Holmes (Più forte che Sherlock Holmes) est un film italien réalisé par Giovanni Pastrone, sorti en 1913.

## Synopsis
Totò Travetti lit dans son journal un article sur une enquête policière. En s'endormant, il se rêve en policier poursuivant un bandit à travers le monde.

## Fiche technique
- Titre original : Più forte che Sherlock Holmes
- Titre français : Plus fort que Sherlock Holmes
- Réalisation : Giovanni Pastrone
- Scénario : Giovanni Pastrone
- Photographie : Segundo de Chomón
- Société de production : Itala Film
- Société de distribution : Itala Film
- Pays d'origine :  Royaume d'Italie
- Langue : italien
- Format : Noir et blanc – 1,33:1 – 35 mm – Muet
- Genre : Comédie
- Longueur de pellicule : 428 m
- Durée : 6 minutes
- Dates de sortie :
  -  Royaume d'Italie : octobre 1913
  -  France : octobre 1913
  -  Royaume-Uni : octobre 1913

## Distribution
- Émile Vardannes : Totò Travetti
- Domenico Gambino : Saltarelli